# The Guardian Footballer of the Year
Il The Guardian Footballer of the Year (in italiano Giocatore dell'anno The Guardian) è un riconoscimento calcistico conferito ogni anno dal quotidiano britannico The Guardian a un giocatore o a una giocatrice "che ha fatto qualcosa di veramente straordinario superando le avversità, aiutando gli altri o dando un esempio sportivo agendo con eccezionale onestà".

## Albo d'oro
| Anno | Giocatore/Giocatrice | Club            | Motivazione |
| ---- | -------------------- | --------------- | --- |
| 2016 | Fabio Pisacane       | Cagliari        | Per aver raggiunto la Serie A anni dopo aver contratto la Sindrome di Guillain-Barré                                                            |
| 2017 | Juan Mata            | Manchester Utd  | Per aver creato il progetto Common Goal, con il quale i calciatori che aderiscono donano l'1% del loro stipendio in beneficienza                |
| 2018 | Khadija Shaw         | Tennessee Vols  | Per aver superato una tragedia personale, perdendo quattro fratelli, e aver poi guidato la nazionale giamaicana al Mondiale 2019                |
| 2019 | Megan Rapinoe        | Seattle Reign   | Per il suo impegno nel sostegno ai diritti civili.                                                                                              |
| 2020 | Marcus Rashford      | Manchester Utd  | Per le sue iniziative benefiche contro la povertà.                                                                                              |
| 2021 | Simon Kjær           | Milan           | Per aver contribuito a salvare la vita a Christian Eriksen nel match di EURO 2020                                                               |
| 2022 | Virginia Torrecilla  | Atlético Madrid | Per essere ritornata a giocare dopo aver sconfitto un cancro ed essere sopravvissuta a un incidente stradale.                                   |
| 2023 | Jenni Hermoso        | Pachuca         | Per aver denunciato un caso di molestie da parte del presidente della federcalcio spagnola Luis Rubiales.                                       |
| 2024 | Sofie Junge Pedersen | Inter           | Per il suo attivismo sul cambiamento climatico e per aver firmato una lettera aperta alla FIFA sui problemi dei diritti umani in Arabia Saudita |